# Juan de Landa (pintor)

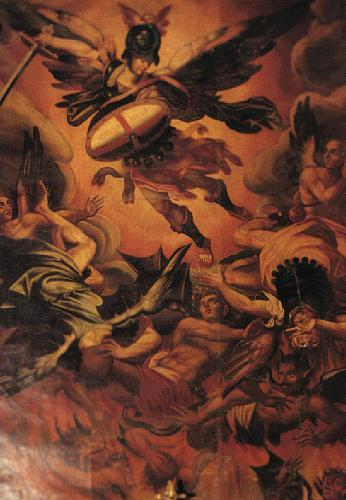
San Miguel arcángel, retablo de San Miguel, parroquial de Santa María, Cáseda (Navarra).

Juan de Landa (fl. 1591-1613) fue un pintor manierista y rey de armas de Navarra. 
Natural de Villanueva de Araquil, se le documenta por primera vez en 1591, cuando contrató el dorado y encarnado del retablo mayor de la parroquial de Lumbier, obra de escultura. El contrato, en el que se decía vecino de Pamplona, originó un largo pleito al haber dado la obra los vecinos de Lumbier sin la preceptiva licencia del obispado. Para el fiscal, además, Landa no habría pasado de ser un simple oficial del taller de Pedro de Alzo. Otros maestros aprovecharon el  pleito para presentar ofertas a la baja y, aunque finalmente la sentencia le diese la razón, la obra hubo de demorarse al menos hasta 1595.
En 1595 se le documenta trabajando en el dorado de los retablos de Sagaseta y Obanos. Dos años después contrató el sagrario y dorado del retablo escultórico de Añorbe, a los que siguieron los sagrarios de Muruzábal y Gazólaz y el dorado del retablo de Santa María de Tafalla, obra de Juan de Ancheta, por el que Ceán Bermúdez decía que se le habían pagado 70.460 reales en moneda navarra, lo que acreditaba su mérito.
Como pintor figurativo se documentan a su nombre las pinturas del retablo mayor de Eransus dedicado al Salvador, tasado en 1611, cuando debía de estar concluido, los colaterales de Santa Catalina y de San Miguel arcángel de la iglesia de Santa María de Cáseda, que debió de pintar entre 1607 y 1613, en los que se hace evidente la utilización de estampas tanto italianas como flamencas, y el mayor de Sagaseta, en muy mal estado de conservación, de cuya pintura se encargó junto con Pedro Mutiloa.
Se tienen noticias de algunas otras obras de Landa por el testamento de la que había sido su esposa, María de Moret, doradora ella misma e hija del entallador Pedro Moret, a la que se daba título de viuda ya en agosto de 1614. Especialmente interesante es la noticia, contenida en dicho testamento, de la dedicación del pintor a géneros diversos, como el bodegón, el paisaje con figuras y la mitología, atribuyéndosele en este orden, entre las pinturas que restaban por cobrar, la de un Orfeo:

del señor liçenciado marichalar los coadros que el dicho mi marido dexo en su poder que son un yncendio de roma y un país de san francisco y un Orfeo y otro país de san gerónimo y otro país de la madalena y un bodegón de cosas naturales y el retrato del rey biexo y un eccehomo viejo.